# Croton hutchinsonianus
Croton hutchinsonianus là một loài thực vật có hoa trong họ Đại kích. Loài này được Hosseus mô tả khoa học đầu tiên năm 1911.